# Supermassive Black Hole
«Supermassive Black Hole» es una canción de la banda inglesa de rock alternativo Muse y es la tercera pista de su álbum de 2006 Black Holes and Revelations. Fue lanzada como el primer sencillo de ese álbum el 19 de junio de 2006. El sencillo trepó al cuarto puesto de la UK Singles Chart, haciendo de éste el más exitoso de la banda hasta la fecha. Fue publicada en Estados Unidos como el tercer sencillo del álbum allí, el 23 de abril de 2007. Forma parte de la B.S.O de la película Crepúsculo, del juego FIFA 07 y del photoshoot de EXO. El video fue el primero de la banda en ser rotado por MTV. Apareció en el episodio de Supernatural "Hunted". También fue utilizado al inicio del episodio La carne rebelde de la serie Doctor Who.
La canción se ubicó en el número cuatro en la lista de UK Singles Chart, la posición más alta en la lista de singles que la banda ha logrado hasta la fecha en el Reino Unido. En octubre de 2011, NME la colocó en el número 74 de su lista "150 mejores canciones de los últimos 15 años". Fue nominado para el Kerrang! Premio al Mejor Single.

## Composición e influencias
"Supermassive Black Hole" ha sido descrito como rock alternativo, dance-rock, y funk rock. Bellamy dijo que la canción era "la más diferente a cualquier cosa que hayamos hecho". Las influencias incluyeron bandas como The Beatles y varias bandas belgas; Millonaire, dEUS, Evil Superstars y Soulwax. Bellamy dijo que "estos grupos fueron los primeros en mezclar ritmos de R&B con guitarra alternativa. Hemos agregado un poco de Prince y Kanye West. El tambor no es rocoso, con los riffs de Rage Against the Machine debajo. Hemos mezclado mucho de cosas en esta canción, con un poco de electrónica; es diferente, lento, bastante funky". En una entrevista con NME, Bellamy dijo: "Salía a bailar en clubes de Nueva York. Eso ayudó a crear canciones como 'Supermassive Black Hole'. Franz Ferdinand lo habría hecho muy bien, con ese ritmo de baile mezclado con guitarra alternativa y siempre quise encontrar eso".

## Video musical
El video musical que acompaña al single muestra a la banda tocando en una pequeña tienda de muebles, vestidos con máscaras. Esto se intercala con imágenes de bailarines en trajes Zentai que luego se descomprimen al final para revelar seres hechos del espacio. El video fue dirigido por Floria Sigismondi, quien dirigió videos para bandas alternativas como Marilyn Manson, The White Stripes, Interpol, Incubus y The Cure. Sigismondi describió el video como una réplica de un sueño recurrente que ha experimentado, en el que bailarines con máscaras de sus propias caras o espejos y trajes de cuerpo completo llenan una habitación oscura con espejos. También hay destellos de un círculo negro, una representación de un agujero negro supermasivo.

## Uso en medios
El 8 de mayo de 2008, la canción fue lanzada como contenido descargable para el juego de ritmo Guitar Hero III: Legends of Rock en PlayStation 3 y Xbox 360, junto con "Stockholm Syndrome" y "Exo-Politics". La canción también se usó en la película Crepúsculo de 2008 en la secuencia del juego de béisbol, y posteriormente se usó en la banda sonora. También se presentó una versión de la canción en la banda sonora del videojuego FIFA 07, de EA Sports. En 2006, apareció en la serie Supernatural en el episodio "Hunted". También apareció al comienzo del episodio de la serie 6 Doctor Who "La carne rebelde". Fue utilizado en un tráiler de la serie de televisión Castle. También se usó para despertar a los astronautas del transbordador espacial Atlantis en el presunto último día en el espacio, el 26 de mayo de 2010. También apareció en el episodio de Los Soprano "Walk Like a Man", mientras Tony estaba hablando con dos niños en el Bada-Bing. La canción está disponible para tocar en Rocksmith 2014 como parte de un paquete de 5 canciones de Muse. La canción fue cubierta por la banda de metal progresivo del Reino Unido Threshold en su álbum de 2007 Dead Reckoning, como una canción extra. En 2013, el grupo instrumental 2Cellos realizó una versión de la canción para su álbum In2ition, con Naya Rivera interpretando la voz de invitados.

## Recepción
NME le dio a la canción una puntuación de 8,5 sobre 10, describiéndola como "guitarras funk sucias frotan [bing] saucily contra un falsete Prince-ish sobre una couchette de cuero rosa". Un crítico en Blogcritics comentó que la canción tiene "una sensación de 'disco' que algunos fanáticos pueden no esperar". Andrew Perry, de The Observer, escribió que la canción "combina de manera estruendosa con The Jesus and Mary Chain de la era automática con un funk al estilo Príncipe, y cuenta con letras como, 'Oo, baby, soy un tonto por ti', no las acciones de un gothy ombligo-gazer".
La canción fue certificada platino por la Asociación de Industria Discográfica de Estados Unidos en 2015.

## Lanzamiento
"Supermassive Black Hole" fue el primer sencillo lanzado de Black Holes and Revelations disponible en vinilo, CD, DVD y formatos de descarga digital. Alcanzó el puesto # 4 en la lista de singles del Reino Unido, por lo que es su single más popular lanzado en el Reino Unido hasta la fecha. En los Estados Unidos fue el tercer sencillo que se lanzó, el 23 de abril de 2007. El sencillo alcanzó el puesto #6 en la lista de Alternative Songs de Billboard, lo que lo convierte en el octavo single de Muse con más éxitos en los Estados Unidos.

### Lado B
El lado B del sencillo, "Crying Shame", se realizó por primera vez el 19 de diciembre de 2004 en el Centro de Exhibiciones Earls Court. La clave se cambió durante la gira de 2005, y la pista de estudio omite el riff encontrado en la versión en vivo anterior. Las letras también parecen haber cambiado, y este es el primer lanzamiento de estudio en el que la cantante principal Bellamy usa malas palabras.

## Seguimiento de listados
Todas las pistas están escritas por Matthew Bellamy.

Todas las canciones escritas y compuestas por Matthew Bellamy. 
| 7" vinyl (HEL3001); CD single (HEL3001CD) |                           |          |  |
| N.º                                       | Título                    | Duración |  |
| 1.                                        | «Supermassive Black Hole» | 3:29     |  |
| 2.                                        | «Crying Shame»            | 2:38     |  |

| DVD single (HEL3001DVD) |                                             |          |  |
| N.º                     | Título                                      | Duración |  |
| 1.                      | «Supermassive Black Hole» (Video musical)   | 3:29     |  |
| 2.                      | «Supermassive Black Hole»                   | 3:29     |  |
| 3.                      | «Supermassive Black Hole» (Making-of video) | 12:04    |  |

## Gráficos y certificaciones

### Gráficos semanales
| Gráfico (2006–2007)                         | Pico posición |
| ------------------------------------------- | ------------- |
| Australia (ARIA)                            | 34            |
| Bélgica (Flandes) (Ultratip Bubbling Under) | 13            |
| Bélgica (Valonia) (Ultratip Bubbling Under) | 13            |
| Dinamarca (Tracklisten)                     | 7             |
| Finlandia (OFC)                             | 10            |
| Francia (SNEP)                              | 51            |
| Italia (FIMI)                               | 9             |
| Países Bajos (Mega Single Top 100)          | 39            |
| Escocia (Scottish Singles Sales Chart)      | 2             |
| Suiza (Schweizer Hitparade)                 | 33            |
| Reino Unido (UK Singles Chart)              | 4             |
| Estados Unidos (Alternative Airplay)        | 6             |

### Tablas de fin de año
| Gráfico (2006)                          | Posición |
| --------------------------------------- | -------- |
| UK Singles (Compañía Oficial de Cartas) | 84       |